# Aasmund Olavsson Vinje
Aasmund Olavsson Vinje (ur. 6 kwietnia 1818 w Vinje, zm. 30 lipca 1870 w Gran) – norweski poeta i publicysta.

## Życiorys
Jako jeden z pierwszych zaczął się posługiwać w swoich dziełach literackich i w publicystyce językiem landsmål. W roku 1858 założył własny tygodnik „Dølen”, który prowadził aż do śmierci, poruszając w nim tematykę społeczno-polityczną i kulturalną. Jest autorem wspomnień z okresu dzieciństwa i lirycznych wierszy poświęconych przyrodzie. Jego twórczość prozatorską cechuje sceptycyzm, radykalizm i konserwatyzm.